# Vellozia hirsuta
Vellozia hirsuta är en enhjärtbladig växtart som beskrevs av Goethart och Johannes Jan Theodoor Henrard. Vellozia hirsuta ingår i släktet Vellozia och familjen Velloziaceae. Inga underarter finns listade.